# Noua Anglie
Noua Anglie, (în engleză în original New England), este o regiune a Statelor Unite ale Americii care se găsește în partea nord-estică a țării constând din statele de astăzi Maine, New Hampshire, Vermont, Massachusetts, Rhode Island și Connecticut.
Grupul de englezi cunoscuți în istoria Statelor Unite ca Pelegrinii, conform originalului [The] Pilgrims, care au ales calea exilului în Lumea Nouă pentru a scăpa de persecuțiile religioase din țara-mamă, au fondat colonia Plymouth în 1620. La sfârșitul secolului al 18-lea, coloniile Noii Anglii au fost printre primele colonii britanice din America de Nord care au dorit independența față de Coroana britanică, deși ulterior au adoptat o poziție diferită în Războiul din 1812 dintre Statele Unite și Regatul Marii Britanii.
În secolele al 18-lea și al 19-lea, Noua Anglie a fost locul de naștere al literaturii precum și al filozofiei americane, respectiv gazda începuturilor educației din Statele Unite. Ulterior, a jucat un rol major în mișcarea de abolire a sclaviei, respectiv a devenit prima regiune a țării care urma să fie transformată de Revoluția industrială nord-americană.

## Istorie

Unul din steagurile timpurii ale zonei New England, așa numitul pine flag.

### Dominionul Noii Anglii -- Dominion of New England

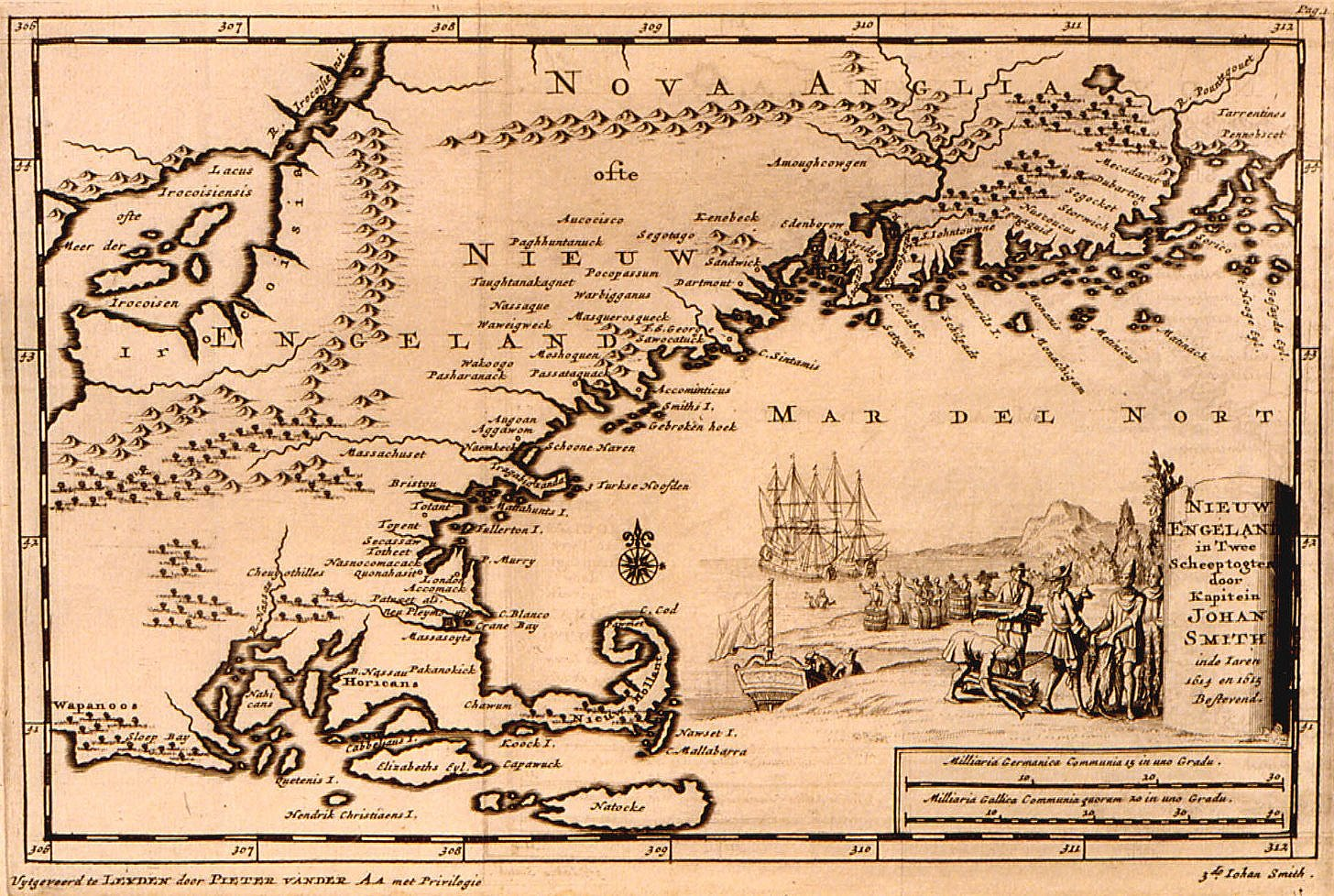
Noua Anglie, hartă din 1707

## Geografie și climat

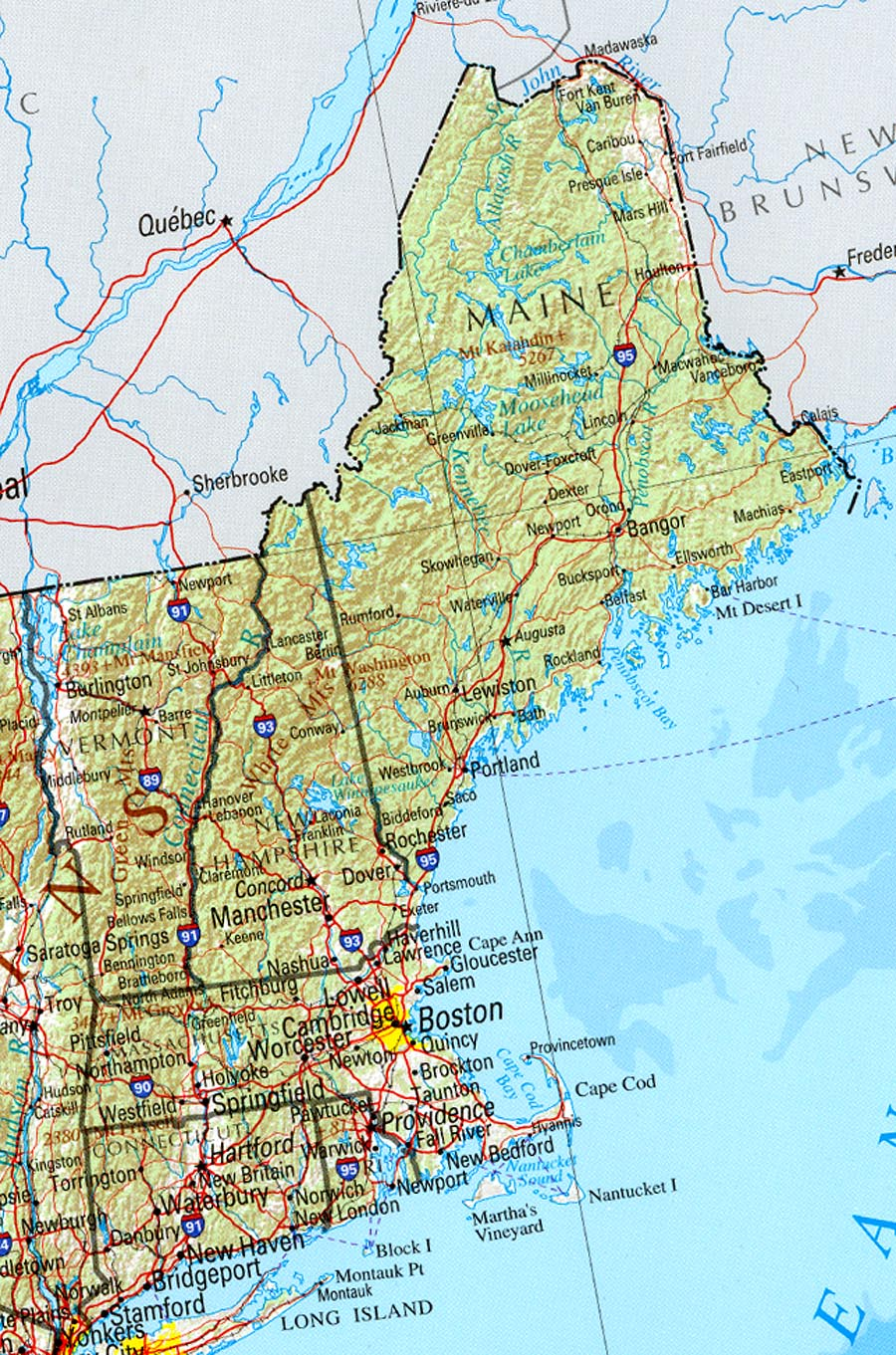
Noua Anglie, hartă din 2001

Cel mai lung râu este Connecticut River, care curge din nord-estul statului New Hampshire, pe o lungime de 655 km (407 mi), vărsându-se în estuarul Long Island Sound. Lacul Champlain, aflat între Vermont și New York, este cel mai mare lac din regiune, urmat de Moosehead Lake (Maine), Lake Winnipesaukee (New Hampshire), Quabbin Reservoir (Massachusetts) și Candlewood Lake (Connecticut).

## Populație

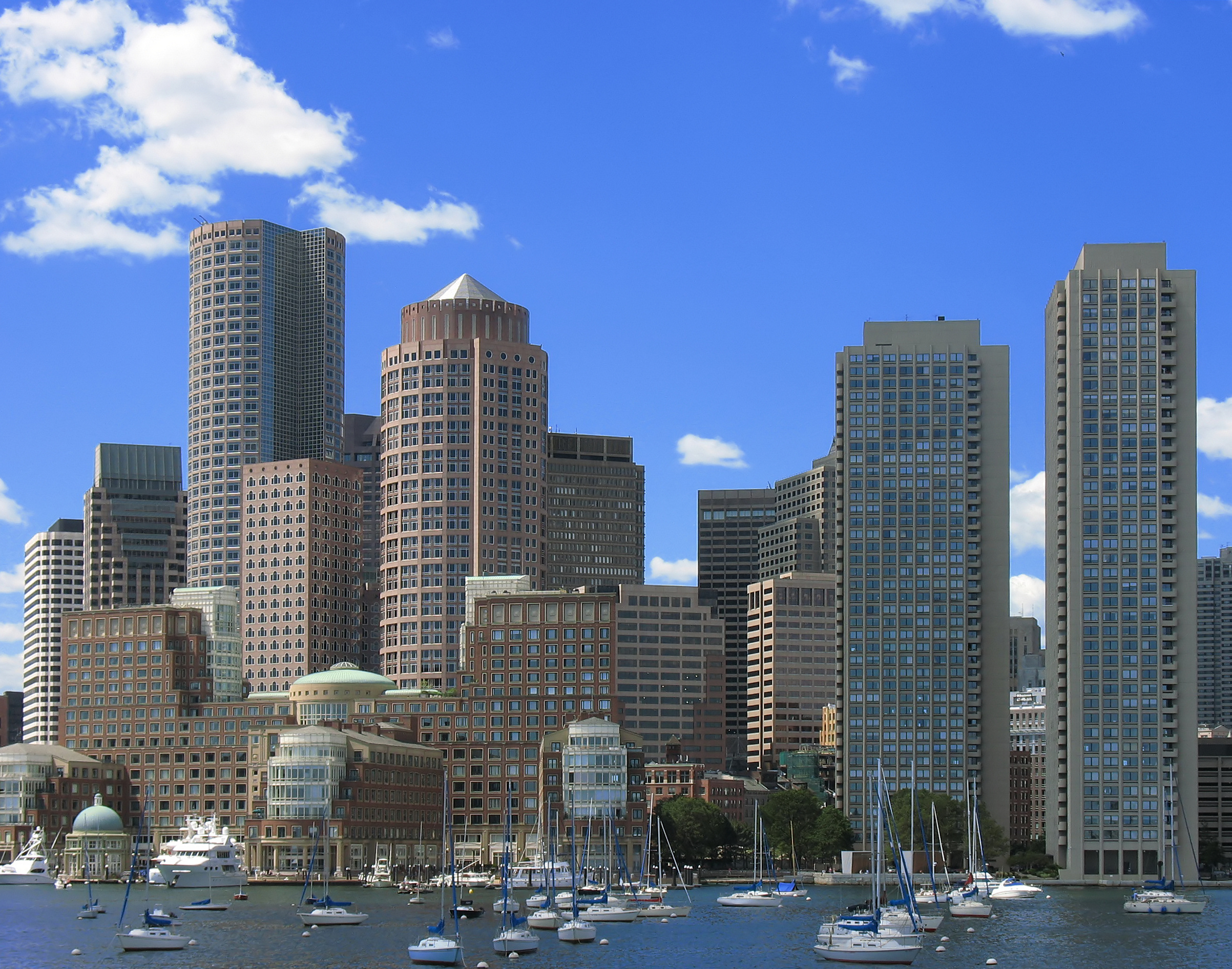
Boston este considerat capitala culturală și istorică a Noii Anglii, deși New York City are o influență puternică în zona de sud-vest al regiunii.

În 2000, populația Noii Anglii era de 13.922.517, dublu față de cea din 1910 de 6.552.681.

### Cele mai populate orașe
1. Boston, Massachusetts: 589,141[9] (590,763)
2. Providence, Rhode Island: 173,618 (175,255)
3. Worcester, Massachusetts: 172,648 (175,454)
4. Springfield, Massachusetts: 152,082 (151,176)
5. Bridgeport, Connecticut: 139,529 (137,912)
6. Hartford, Connecticut: 124,558 (124,512)
7. New Haven, Connecticut: 123,626 (124,001)
8. Stamford, Connecticut: 117,083 (119,261)
9. Waterbury, Connecticut: 107,271 (107,251)
10. Manchester, New Hampshire: 107,006 (109,497)
11. Lowell, Massachusetts: 105,167 (103,229)
12. Cambridge, Massachusetts: 101,355 (101,365)

## Economie

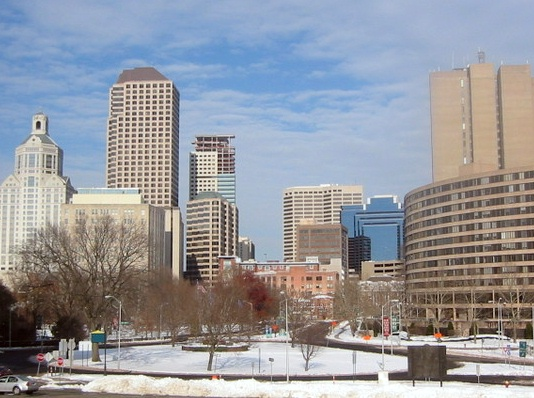
Hartford, „capitala mondială a asigurărilor”.

## Politică

### Noua Anglie și gândirea politică
Majoritatea statelor din noua anglie sunt castigate de partidul Democratic,respectiv au guvernator republicani,la alegerile din 2020 de exemplu democratii castigand toate comitatele din Vermont,mare parte din Massachusetts Connecticut si New Hampshire. 

## Sănătate
Noua Anglie e recunoscută pentru speranța de viață mare, aici înregistrându-se de asemenea și rate mai mici de obezitate.

## Locuri notabile

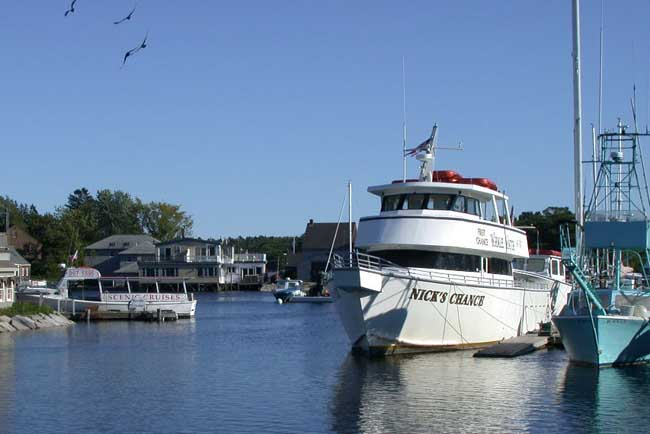
Bărci pe râul Kennebunk între Kennebunk și Kennebunkport, Maine.

Noua Anglie are unele din cele mai vechi orașe și munincipii din țară. Următoarele locuri sunt cunoscute pentru clădirile și monumentele istorice, parcuri, etc.:
- New Haven, Connecticut
- Hartford, Connecticut
- Providence, Rhode Island
- Newport, Rhode Island
- Plymouth, Massachusetts
- Boston
- Salem, Massachusetts
- Gloucester, Massachusetts
- Newburyport, Massachusetts
- Portsmouth, New Hampshire
- Portland, Maine